# 晋寿县 (西晋)
晋寿县，中国古县名。
西晋太康元年（280年），以汉寿县改名，治所在今四川省广元市西南。东晋时，改为益昌县。